# Pedro Luis Ronchino
Pedro Luis Ronchino (ur. 18 czerwca 1928 w Rosario, zm. 1 lipca 2020 w Córdobie) – argentyński duchowny rzymskokatolicki, w latach 1993–2005 biskup Comodoro Rivadavia.

## Życiorys
Święcenia kapłańskie przyjął 1 sierpnia 1954. 30 stycznia 1993 został prekonizowany biskupem Comodoro Rivadavia. Sakrę biskupią otrzymał 19 marca 1993. 19 lutego 2005 przeszedł na emeryturę.